# Norton Canes
Norton Canes es una parroquia civil y un pueblo del distrito de Cannock Chase, en el condado de Staffordshire (Inglaterra).

## Geografía
Según la Oficina Nacional de Estadística británica, Norton Canes tiene una superficie de 15,16 km².

## Demografía
Según el censo de 2001, Norton Canes tenía 6394 habitantes (50,16% varones, 49,84% mujeres) y una densidad de población de 421,77 hab/km². El 19,21% eran menores de 16 años, el 76,4% tenían entre 16 y 74, y el 4,39% eran mayores de 74. La media de edad era de 38,98 años. Del total de habitantes con 16 o más años, el 23,93% estaban solteros, el 61,27% casados, y el 14,81% divorciados o viudos.
Según su grupo étnico, el 98,87% de los habitantes eran blancos, el 0,53% mestizos, el 0,39% asiáticos, el 0,11% negros, y el 0,09% chinos. La mayor parte (98,73%) eran originarios del Reino Unido. El resto de países europeos englobaban al 0,67% de la población, mientras que el 0,59% había nacido en cualquier otro lugar. El cristianismo era profesado por el 82,42%, el budismo por el 0,06%, el hinduismo por el 0,05%, el sijismo por el 0,09%, y cualquier otra religión, salvo el judaísmo y el islam, por el 0,28%. El 10,82% no eran religiosos y el 6,27% no marcaron ninguna opción en el censo.
Había 2576 hogares con residentes, 78 vacíos, y 3 eran alojamientos vacacionales o segundas residencias.